# کاویلو
کاویلو (به صربی: Kavilo) یک منطقهٔ مسکونی در صربستان است که در Bačka Topola Municipality واقع شده‌است.